# StyleGAN

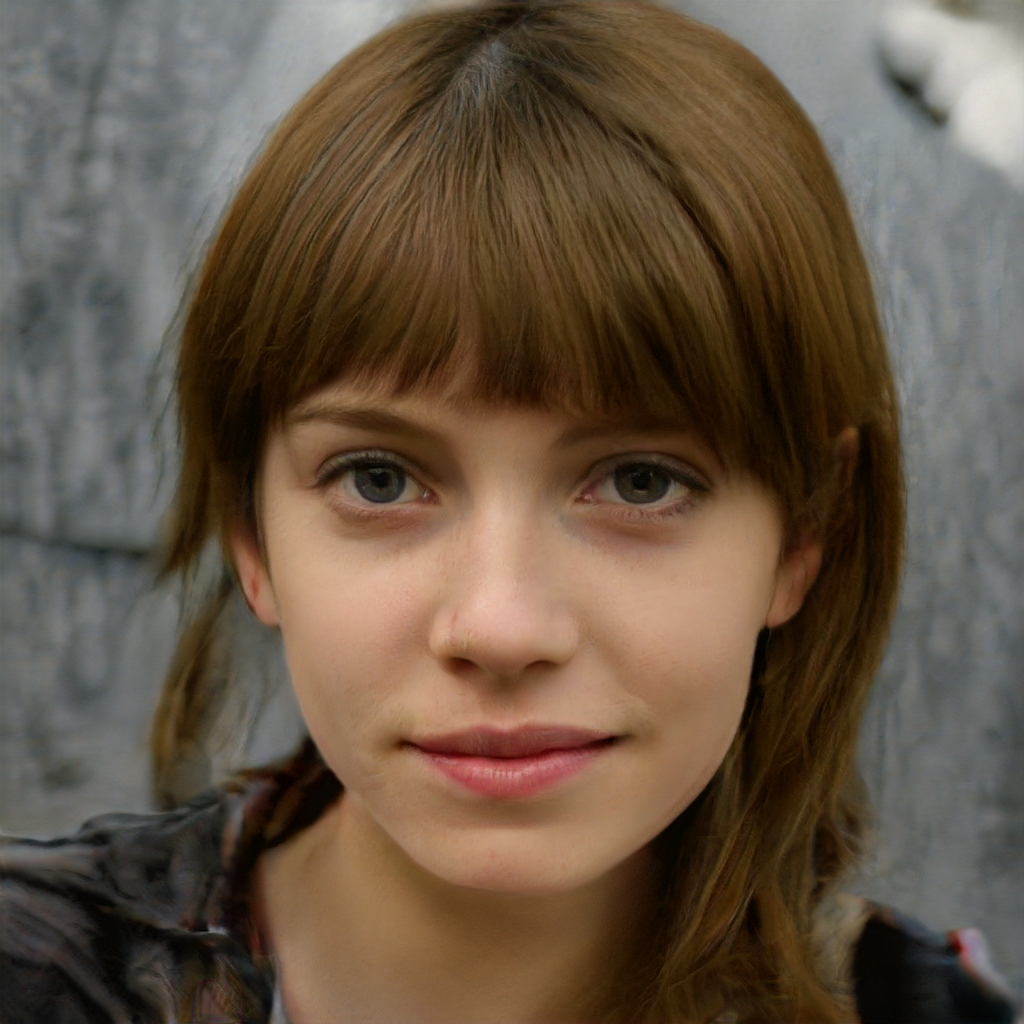
Une image générée par un StyleGAN qui ressemble de façon trompeuse au portrait d'une jeune femme. Cette image a été générée par une intelligence artificielle basée sur une analyse des portraits.

StyleGAN est un réseau antagoniste génératif (GAN) introduit par les chercheurs de Nvidia en décembre 2018  et rendu disponible en février 2019 ,
StyleGAN dépend du logiciel CUDA de Nvidia, des processeurs graphiques (GPU) et de TensorFlow.

## Histoire
En décembre 2018, les chercheurs de Nvidia ont distribué une préimpression avec un logiciel d'accompagnement présentant StyleGAN, un GAN permettant de produire un nombre illimité de portraits (souvent convaincants) de faux visages humains. StyleGAN a pu fonctionner sur les processeurs GPU de base de Nvidia. En février 2019, l'ingénieur Uber Phillip Wang a utilisé le logiciel pour créer https://thispersondoesnotexist.com, qui a créé un nouveau visage à chaque rechargement de page Web. Wang lui-même a exprimé son étonnement, compte tenu du fait que les êtres humains ont évolué pour comprendre spécifiquement les visages humains, de voir que StyleGAN peut néanmoins, de manière compétitive, « séparer toutes les caractéristiques pertinentes (des visages humains) et les recomposer de manière cohérente ». De même, deux professeurs de l'école d'information de l'Université de Washington ont utilisé StyleGAN pour créer https://whichfaceisreal.com, qui mettait les visiteurs au défi de faire la différence entre un faux et un vrai visage côte à côte. La faculté a déclaré que l'intention était « d'éduquer le public » sur l'existence de cette technologie afin qu'il puisse s'en méfier, « tout comme finalement la plupart des gens ont été informés que vous pouviez Photoshoper une image ». La technologie a établi une comparaison avec deep fakes  et son utilisation potentielle à des fins malveillantes a été évoquée.
La deuxième version de StyleGAN, appelée StyleGAN2, est publiée en février 2020,. Elle supprime certains des artefacts caractéristiques et améliore la qualité de l'image.  L'année suivante, Nvidia introduit StyleGAN3, décrit comme une version « sans alias » dont la source est disponible à partir d'octobre 2021.